# Nino Bravo
Luis Manuel Ferri Llopis (Ayelo de Malferit, Comunidad Valenciana, 3 de agosto de 1944-Villarrubio, Castilla-La Mancha, 16 de abril de 1973), conocido artísticamente como Nino Bravo, fue un cantante español. Es considerado uno de los grandes exponentes de la música pop española, en particular durante las décadas de 1960 y 1970. A pesar de su breve carrera, ha dejado una potente influencia para su arte en español con éxitos recordados y versionados como: Un beso y una flor, Te quiero, te quiero, Libre y Noelia.
Falleció en un accidente de tráfico el 16 de abril de 1973, en pleno apogeo de su carrera, a sus 28 años.

## Biografía

### Inicios
Nació en Ayelo de Malferit. Sus padres fueron Luis Manuel Ferri Esplugues y Consuelo Llopis Molines. A los dos años, se trasladó junto a su familia a Valencia. A los 16 comenzó a trabajar para la joyería valenciana Casa Amat, en la que llegó a ser lapidario. Trabajó de bodeguero en el restaurante regentado por Jesús Císcar en el Aeropuerto de Valencia.
Durante esos años compaginó el trabajo con su afición al canto, fundando a finales de 1962 el conjunto Los Hispánicos, con sus amigos Félix Sánchez y Salvador Aranda Navarro "Boro". El trío se convirtió en cuarteto con la entrada de Eliseo Ferrando Fenollar en la batería, haciéndose muy popular en la ciudad de Sagunto, donde actuaron en numerosas presentaciones falleras, bailes y verbenas de la época, llegó a quedar finalista en el concurso radiofónico nacional Fiesta en España. El conjunto se disolvió en octubre de 1963.

### Los Superson
Luis perdió su trabajo, pero dada su amistad con Vicente López, bajista de Los Superson, y aprovechando que buscaban sustituto por baja de Carlos Lardíes en un accidente de tráfico, se incorporó al conjunto para pasar a ser miembro permanente.Más adelante abandonaron el conjunto los fundadores José Bosch, guitarra solista y Saturnino (Nino) Naredo, guitarra rítmica, reemplazado por los hermanos José y Vicente Juesas, en la guitarra y teclado.
Ubicaron su lugar de ensayo en la localidad valenciana de Catarroja, en el corral de la casa de uno de sus componentes, el trompetista Juan Enrique Morellá. Este conjunto fue el que lo acompañó en todas sus actuaciones hasta el final de su carrera artística. Sin embargo, tuvieron que hacer un paréntesis en sus actuaciones por el servicio militar de Luis en 1966, que cumplió en Cartagena en la Marina. Cuando volvió, se empleó en una oficina y realizó su presentación como cantante solista en el Festival de la Canción de la Vall de Uxó en 1968.
Luis realizó sus primeras galas y un recital en el Teatro Principal de Valencia que le generaron pérdidas, junto a su primer mánager, Miguel Siurán, que lo bautizó con el nombre artístico de Nino Bravo. Tras ser rechazado por la discográfica RCA a finales de 1968, en 1969 es contratado por cuatro años por Fonogram (bajo el sello Polydor) de la mano de su productor artístico Alfredo Garrido García. Su primer sencillo se grabó con canciones de Manuel Alejandro: Como todos y Es el viento. Acudió al festival de la canción de Barcelona con el tema No debo pensar en ti, donde Luis fue eliminado.

### El éxito
Llegó en el verano de 1969 cuando Augusto Algueró le dio Te quiero, te quiero, canción creada para la película argentina Kuma Ching interpretada con letra distinta por Lola Flores y que por distintas causas, aun teniéndola grabada la actriz Carmen Sevilla y el cantante Raphael, no había triunfado en el mercado discográfico. A Te quiero, te quiero le siguieron Voy buscando (1969), Esa será mi casa, Puerta de amor, Perdona (1970), Mi gran amor (1971), Noelia, Mi querida mamá, Cartas amarillas, Un beso y una flor, Mi tierra, Carolina y Libre (1972), entre otras. Como canción póstuma, también se hizo famosa América, América (1973).
Participó en la selección para el Festival de Eurovisión en dos ocasiones. En la primera en 1970 se presentó con el tema Esa será mi casa: no consiguió llegar a la final, que ganó Julio Iglesias con Gwendolyne. La segunda y más recordada fue en el programa Pasaporte a Dublín, donde quedó en tercera posición, siendo elegida la cantante Karina como representante de España.
En julio de 1970 participó en la III Olimpiada Mundial de la Canción celebrada en Atenas, quedando en un cuarto lugar con la canción El adiós de Augusto Algueró.
Participó en el V Festival de la Canción de Río de Janeiro, con el tema Elizabeth, representando a España. Fue acompañado por la artista Carmen Sevilla en calidad de jurado español y por el compositor y productor Augusto Algueró como director de orquesta en representación de España, además de la artista Rosa Morena, que en calidad de participante representaba a Andorra. En dicho certamen se alzó con el primer premio el cantante Piero, interpretando Pedro nadie en representación de Argentina.
En febrero de 1971, se presentó en la duodécima edición del Festival de la Canción de Viña del Mar en Chile, donde alcanzó a interpretar tres de sus canciones con gran éxito, a pesar de que el público le pidió que prolongase su actuación. Como aseguró el director de la orquesta: «No hubiera podido cantar ninguna canción más, puesto que nosotros, la orquesta, sólo poseíamos las partituras de las tres previstas». 
El 20 de abril, contrajo matrimonio en secreto con María Amparo Martínez Gil. Tras ello viajó a Buenos Aires para actuar en un programa especial del Canal 9 junto con el cantante de tangos Argentino Ledesma. Nino Bravo realizó una larga gira en Hispanoamérica que había comenzado en septiembre de 1971, a lo largo de la cual realizó presentaciones en Argentina, Chile, Colombia, Perú, Venezuela, México, Puerto Rico, Nueva York y Miami.
El 24 de enero de 1972 nació su primera hija, María Amparo. Poco después editó su tercer álbum, titulado Un beso y una flor, con el que obtuvo gran éxito en España e Hispanoamérica.
En noviembre de 1972 participó en el VII Festival de la Canción de Río de Janeiro, con la canción Mi tierra como representante español, donde logró empatar en el primer puesto con el estadounidense David Clayton-Thomas. Semanas después salió a la venta su cuarto álbum, titulado Mi tierra, en el que se incluye uno de sus principales éxitos: «Libre».
De gira en Bogotá (Colombia), Nino Bravo fue detenido a causa de una ley que obligaba a todos los artistas extranjeros a dar un concierto gratis en La Media Torta. El problema era que no solamente se obligaba a Nino a realizar la actuación, sino que debía pagar toda una orquesta, lo que suponía una importante pérdida económica. El asunto quedó zanjado tras pagar la multa impuesta por el gobierno colombiano. Dejando a un lado el incidente, Nino obtuvo un gran éxito en Sudamérica, tanto en sus actuaciones televisivas como en las galas que ofreció.
El 16 de marzo de 1973 realizó su última actuación en Valencia, dentro del Parador 73 de las conocidas Fallas valencianas. Allí cantó, por primera y única vez, el Himno de la Comunidad Valenciana de José Serrano, acompañado por el público asistente. La sala de fiestas Jardines Neptuno, en Granada —que estaba situada en la calle Arabial—, acogió poco después la que sería la última actuación del intérprete valenciano.

## Fallecimiento

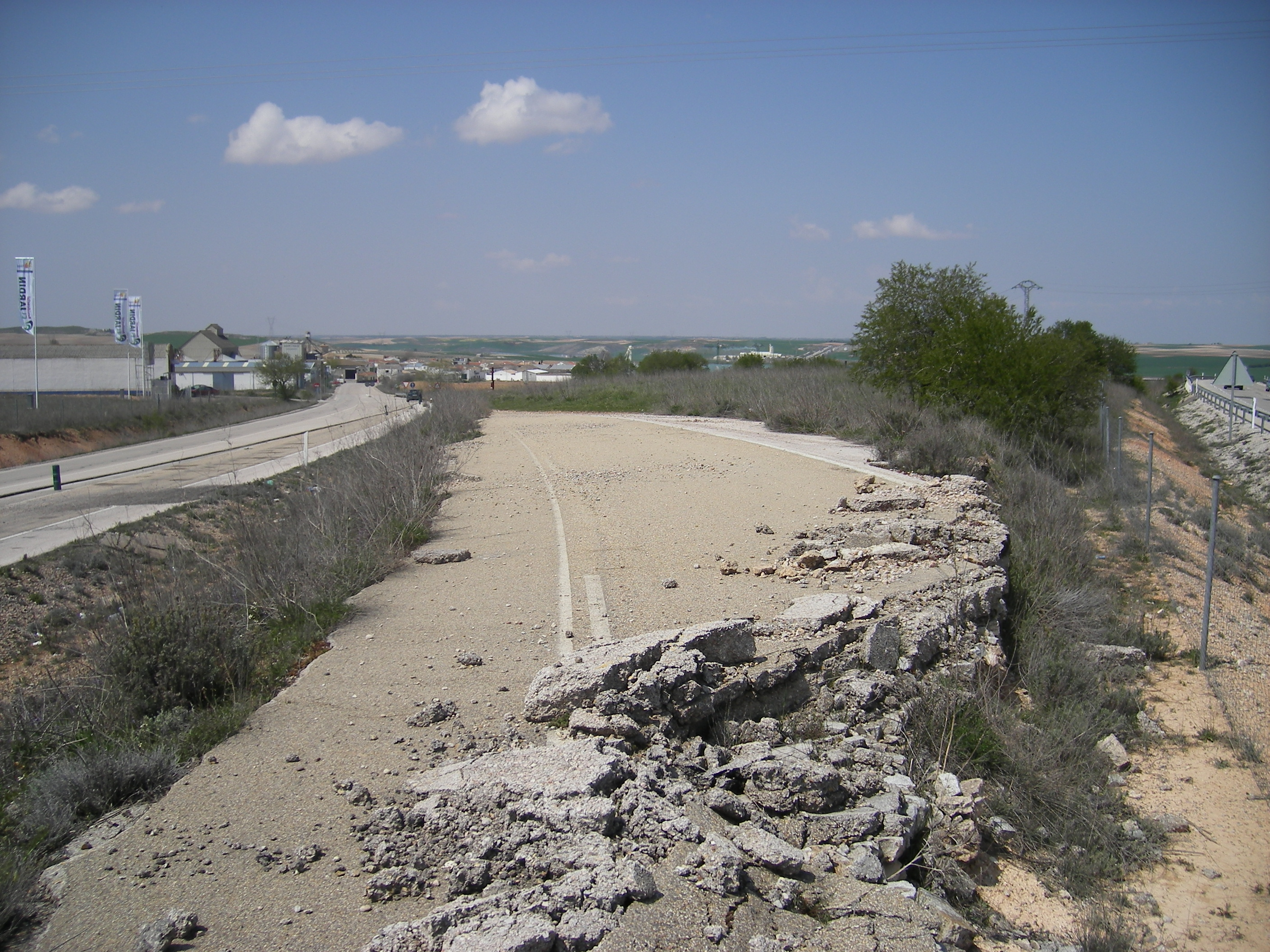
Curva de la N-III, Carretera de Valencia en el km 95,190, donde Nino sufrió el accidente.

La mañana del lunes 16 de abril de 1973, Nino Bravo, acompañado por su guitarrista y amigo José Juesas Francés y el Dúo Humo, partieron temprano de Valencia hacia Madrid. Un mes antes, Nino Bravo se había convertido en representante del dúo y el motivo del viaje era acudir al estudio de grabación a hacer algunos ajustes en un sencillo de próxima aparición. Bravo también tenía algunos compromisos menores con su propia casa de discos (Polydor-Fonogram); el regreso estaba proyectado para el martes 17 por la noche.
Se había propuesto realizar el viaje en avión, pero se decidió hacerlo en el coche de segunda mano recién adquirido por Nino en Valencia, un BMW 2800 L de 1970, blanco, con matrícula GC-66192.  En aquella época muchos autos de alta cilindrada se compraban y matriculaban en Canarias para evitar el pago del impuesto de lujo. Había tenido un Seat 124 Sport 1600 y un Mercedes Benz W110 190D, todos matriculados en Canarias. Así, se alejaron de Valencia por la carretera N-III entre las 7:30 y las 8:00. Quedaban casi 352 km por delante hasta la capital de España. 
Casi dos horas después se detuvieron a repostar y desayunar en la localidad conquense de Motilla del Palancar y antes de las 10:00 prosiguieron camino. Pero de repente, a pocos kilómetros, en el término municipal de Villarrubio, en una curva en la que había sucedido ese mes un accidente mortal, situada en P. K. 95,190 de la carretera N-III (hoy en el ramal de entrada 95 sentido Valencia, de la A-3 Autovía de Valencia), el vehículo, conducido por el cantante, se salió de la carretera y dio varias vueltas de campana.

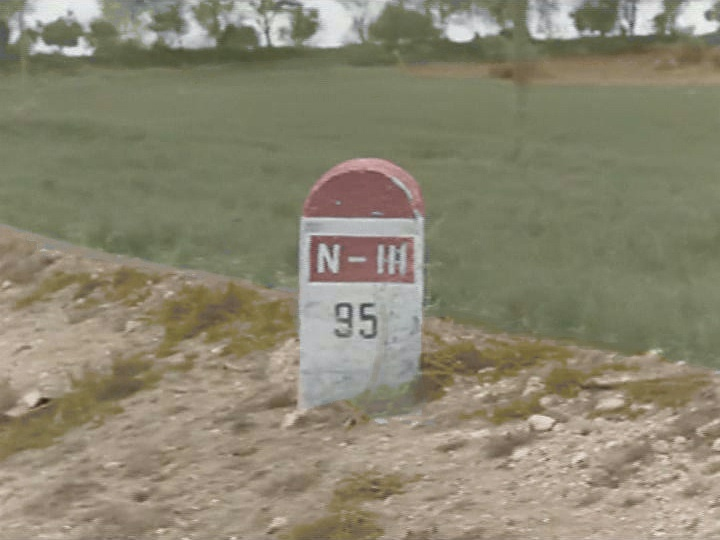
Mojón del kilómetro 95 de la Carretera Nacional III en 1973 a su paso por la localidad conquense de Villarrubio.

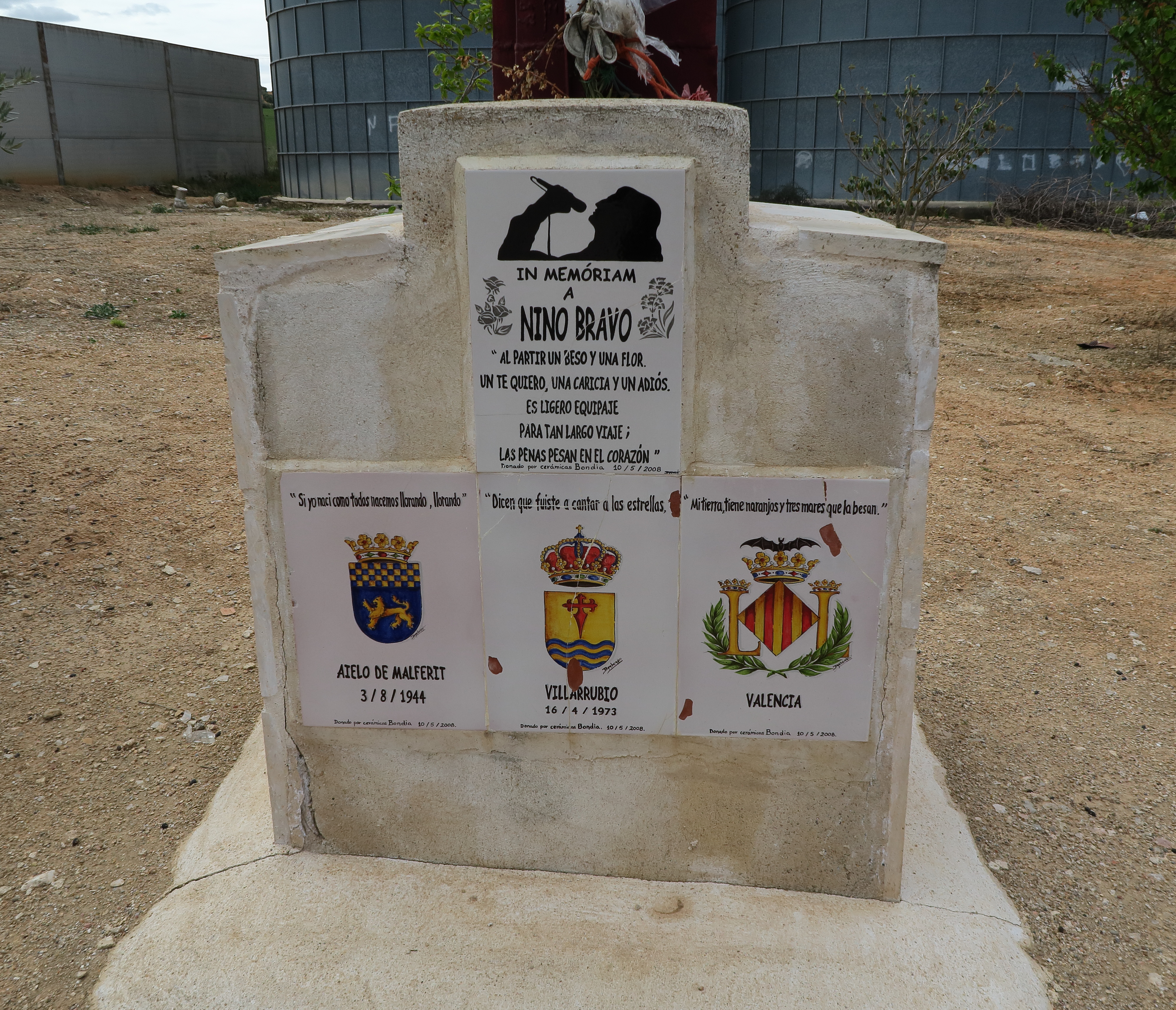
Detalle del monumento erigido en Villarrubio.

Nino Bravo y los heridos fueron trasladados en varios vehículos de particulares a Tarancón, situado a 13 kilómetros. En un pequeño hospital de monjas mercedarias llamado Santa Emilia recibieron las primeras curas, siendo trasladados con la única ambulancia de que disponía el pueblo a Madrid, a unos 80 kilómetros de distancia. Sin embargo, el cantante murió a escasos kilómetros de la capital de España a la edad de 28 años, e ingresó ya fallecido en el Centro Sanitario Francisco Franco de Madrid (actual Hospital Gregorio Marañón). No obstante, contradiciendo esta información "oficial", testigos presenciales del accidente y operativo de rescate informaron de que Nino fue extraído ya fallecido de entre los restos del auto, e introducido en la ambulancia para evitar el acoso de la prensa.
El auto estuvo en un descampado hasta que fue llevado a Valencia, a un taller cercano a la tienda de instrumentos que Bravo solía frecuentar, y nunca más se supo del vehículo. El taller se cerró y se convirtió en sede de una federación de vela. El auto estuvo dado de alta en el censo del Ayuntamiento de Valencia a nombre de la sociedad Valencia Tracción S.A. que se disolvió en 2009.
Su entierro en el cementerio de Valencia tuvo una asistencia masiva, con más de 10 000 personas, que en medio de un ambiente de gran emoción, vitorearon al fallecido.

## Legado
Tras su muerte apareció un disco póstumo, titulado ...y volumen 5, que incluye diez canciones grabadas semanas antes de su fallecimiento. Entre ellas se encuentra América, América, que se convirtió en un himno para sus admiradores americanos y en uno de sus grandes éxitos; en este disco aparece la única canción compuesta por Nino, titulada Vivir.
El 12 de septiembre de 1973, cinco meses después de su muerte, se celebró en la Plaza de Toros de Valencia un macroconcierto en homenaje al cantante, en el que actuaron, entre otros: Jaime Morey, Yaco Lara, Dúo Humo, Control, Basilio, Mari Trini, Víctor Manuel, Los Mismos, Daniel Velázquez, 5 Xics, Fórmula V, Bruno Lomas, Mocedades, Juan Pardo, Julio Iglesias, Dova, Los Puntos, Manolo Escobar y Los Superson. Con más de veinte mil asistentes, la recaudación fue el regalo que los artistas hicieron a la segunda hija de Nino, Eva María, nacida póstuma el 27 de noviembre de 1973. La grabación de este concierto se recoge en el doble álbum Los artistas españoles a Nino Bravo.

La figura de Nino Bravo reapareció con fuerza en el panorama musical de habla hispana en 1995, cuando se editó el álbum 50 Aniversario. En esta producción discográfica se realizaron, gracias a la técnica, duetos entre el desaparecido artista y cantantes de éxito actuales. Pronto se convirtió en el disco más exitoso del valenciano, cuyas ventas se estiman en más de un millón de copias.

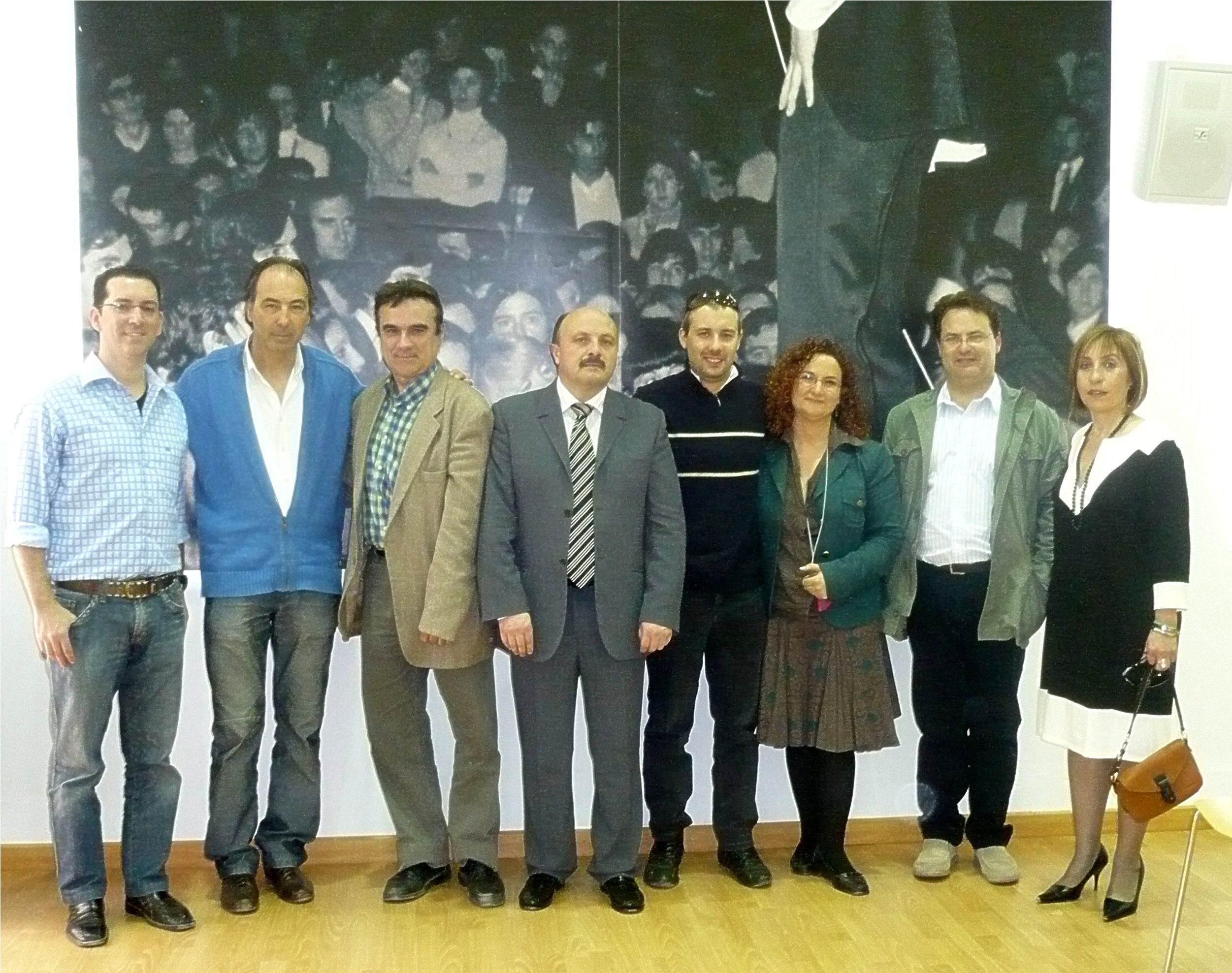
A principios de abril de 2007 se presentó el proyecto de un gran musical titulado Noelia sobre la figura de Nino Bravo. En la imagen, el alcalde de Ayelo, Manu (cuñado de Nino Bravo) y los creadores de la idea original, en el museo dedicado al artista.

A raíz de la aparición de Internet, sus admiradores han realizado diversas propuestas, tales como la organización del Primer Encuentro de Fanes, Amigos y Familiares de Nino Bravo, o el apoyo a la creación del Museo Nino Bravo en Ayelo de Malferit, su localidad natal, fundado en 2006.
En 2007 se publicaron dos libros que recuperaban su memoria: Y la voz se hizo mito de Guillermo Ortigueira, que repasa la carrera del cantante y que es una nueva versión del antiguo libro del mismo autor "Nino Bravo, la historia de un hombre bueno", y De Manolito a Nino Bravo, escrito por Boro Aranda, en el que se cuenta la verdadera historia del origen y principio musical de Nino Bravo en su primer grupo, Los Hispánicos, que formaron Luis Manuel Ferri, Salvador Aranda y Félix Sánchez. En 2013 se anunció que se estaba trabajando en una biografía oficial de Nino Bravo escrita por Darío Ledesma, publicada en marzo de 2022.
Uno de los últimos y multitudinarios homenajes rendidos al artista fue el 22 de junio de 2013 cuando 'Los Superson', el grupo musical de Nino Bravo, volvió a reunirse para traer de nuevo el sonido de sus conciertos originales, acompañados esta vez por el cantante José Valhondo por expreso deseo de la familia de Nino Bravo, así como por el cuarteto vocal Melomans. Los Superson también dedican cada año un concierto homenaje a la figura de Nino.

### Canciones
Desde mediados de 1969 hasta abril de 1973, Nino Bravo grabó 60 canciones, que se han convertido en clásicos románticos. Dos de aquellos, grabados en su primera época y archivados por la discográfica, aparecieron de forma póstuma en 1980 y 2003: Quién eres tú y Te amaré. En 2005 salió a la luz otra canción inédita, Sin darte cuenta, que quedó grabada en forma de maqueta. Hay temas homenaje, como el compuesto por Juan Carlos Calderón para el disco Duetos 2 que, bajo el título Dicen, fue interpretado por artistas como Eva Ferri, María Conchita Alonso, Marcos Llunas o Sandra Morey.

#### Libre
Libre es una de las varias canciones que José Luis Armenteros, antiguo integrante de Los Relámpagos, compuso en exclusiva para ser interpretadas por Nino Bravo. Uno de los compositores, Pablo Herrero, ha negado la existencia de relación entre la canción y el muro de Berlín.
En 1998 fue utilizada por Amena para una campaña de publicidad, interpretada por Marc Parrot bajo su alias El chaval de la peca.

#### Un beso y una flor
En 1996, en Colombia fue utilizada por la programadora cenpro tv como la banda sonora de la telenovela colombiana Tiempos Difíciles   ,

## Discografía

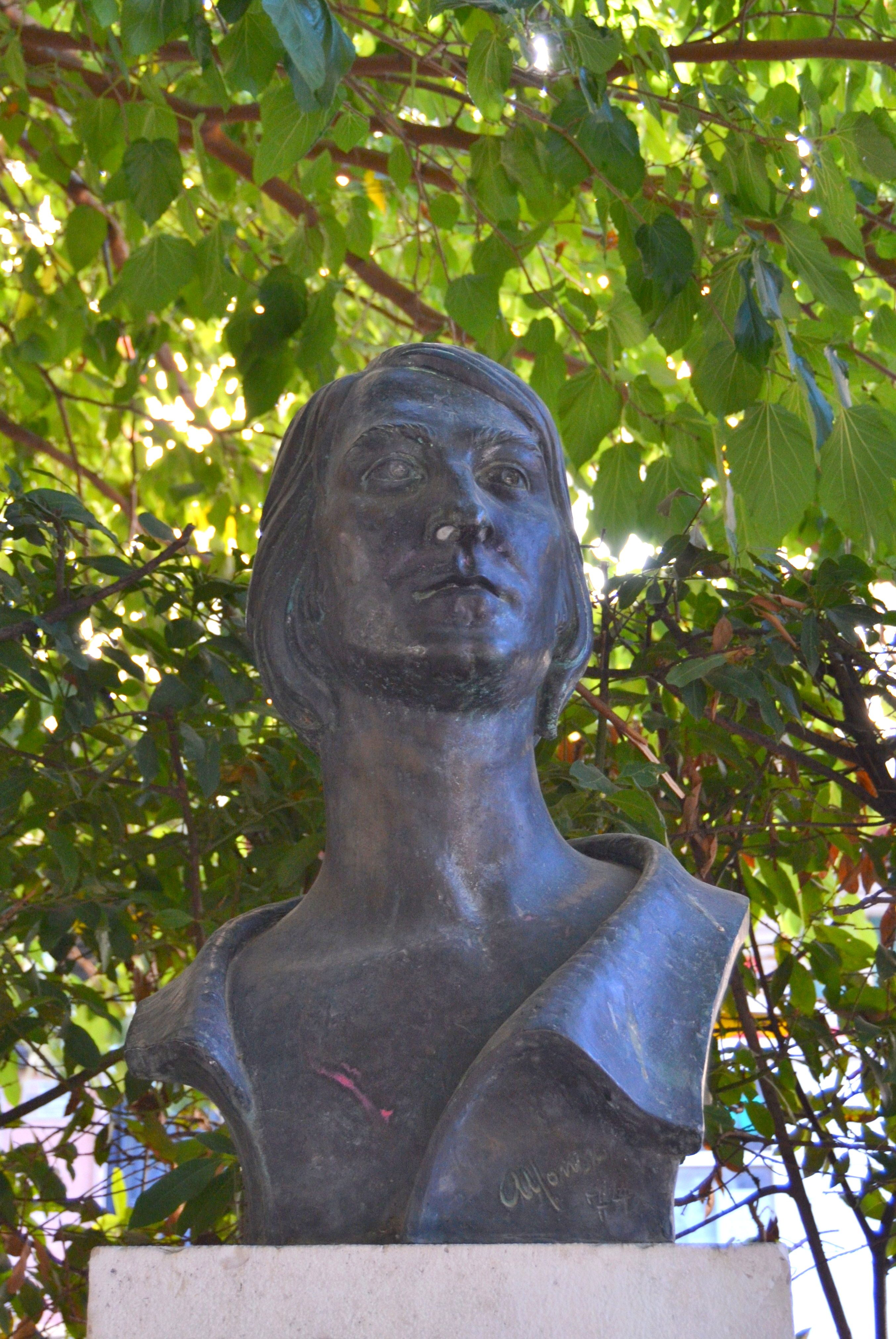
Busto en homenaje a Nino Bravo, ubicado en la calle Lérida de Valencia.

### EP (45 r.p.m.)
- Nino Bravo (1969 - Polydor/80042/A: "Como todos"/B: "Es el viento").
- Nino Bravo (1969 - Polydor/80046/A: "No debo pensar en ti").
- Nino Bravo (1969 - Polydor/80048/A: "Tu cambiarás/B: "En libertad").

### Álbumes de estudio
- Te quiero, te quiero (1970)
- Nino Bravo (1971)
- Un beso y una flor (1972)
- Mi tierra (1972)
- ...y volumen 5 (1973)

### Álbumes recopilatorios
- 1973: Nino Bravo (Edición Especial Círculo de Lectores)
- 1973: Nino Bravo (Edición Especial DiscoLibro)
- 1973: Los artistas españoles a Nino Bravo (concierto-homenaje)
- 1974: Nino Bravo (Edición Especial Círculo de Lectores)
- 1974: Nino Bravo (Recopilación Círculo de Lectores)
- 1975: Lo Mejor de Nino Bravo
- 1976: Nino Bravo: (Super 20)'
- 1980: La Voz de Nino Bravo (con nuevos arreglos de Luis Cobos)
- 1981: El Ayer de Nino Bravo
- 1981: Tus Canciones Favoritas «Quién eres tú» (incluye tema inédito)
- 1983: Los Grandes Éxitos de Nino Bravo, Vol. 6
- 1985: Érase Una Vez... Nino Bravo
- 1988: Nino Bravo (reedición de "Érase Una Vez...")
- 1990: 30 Grandes Éxitos Originales
- 1992: Nino Bravo (recopilación Planeta Agostini)
- 1995: 50 Aniversario (duetos con artistas nacionales bajo los arreglos y dirección de Juan Carlos Calderón, arreglos adicionales por Jacobo Calderón y Maryní Callejo)
- 1995: Aniversario 1945-1995 (digitalización de "La Voz De Nino Bravo" y bajo los arreglos y dirección de Juan Carlos Calderón, arreglos adicionales por Jacobo Calderón y Maryni Callejo)
- 1997: Duetos 2 (bajo los arreglos y dirección de Juan Carlos Calderón, arreglos adicionales por Jacobo Calderón y Maryni Callejo)
- 2002: Esa será mi casa y otros grandes éxitos
- 2002: Homenaje a Nino Bravo (triple CD Conmemorativo MovieMusic)
- 2003: Sus tres primeros LPs (Edición de Rama Lama Music)
- 2003: 30 Años (Edición de Universal Music Chile)
- 2003: Todo Nino, La Obra Completa de Nino Bravo
- 2004: Colección Universal.es (reúne sus 3 últimos discos)
- 2005: Éxitos (Edición de Nhoa Music)
- 2005: N1NO, Todos Los Números 1 de Nino Bravo (recopilación con canción inédita "Sin darte cuenta", remixes y DVD con videoclips y presentaciones televisivas)
- 2005: Éxitos, Vol. 2 (Edición de Nhoa Music)
- 2006: N1NO, Todos Los Números 1 de Nino Bravo (reedición sin DVD)
- 2009: Sus 50 Mejores Canciones:
- 2009: Nino Bravo·40 Años Con Nino
- 2011: 2x1 Nino Bravo
- 2012: 30 Canciones de Oro
- 2013: Nino Bravo: En Libertad By La Casa Azul
- 2016: Discografía completa (edición especial de Universal Music)

## Festivales
La época en la que se desarrolló la carrera discográfica de Nino Bravo era predominantemente festivalera. Desgraciadamente la mayoría de estos festivales sucumbieron a los pocos años pero en el caso particular de Nino nos deja un reguero importante de participaciones tanto en participación oficial o como artista invitado.
 España
- 1968 I Festival de Cantantes Noveles de Vall d'Uxó. No clasificado para la final. Canción interpretada: Canzione per te.
- 1969 II Festival Internacional de Barcelona. No clasificado para la final. Canción interpretada: No debo pensar en ti.
- 1970 Festival Preselección Eurovisión 1970. No clasificado para la final. Canción interpretada: Esa será mi casa.
- 1971 Festival Internacional del Atlántico. Participación como artista invitado.

 Brasil
- 1970 V Festival Internacional da Canção. Finalista.[23][24] Canción interpretada: Elizabeth.
- 1972 VII Festival Internacional da Canção. 2.ª posición. Canción interpretada: Mi tierra.

 Venezuela
- 1971 Festival Mundial de Onda Nueva. Participación como artista invitado.

 Chile
- 1971 XII Festival Internacional de la Canción de Viña del Mar. Participación como artista invitado. Canciones interpretadas: Tú cambiarás, Mi querida mama y Te quiero, te quiero.

 Grecia
- 1970 III Olimpiada Mundial de la Canción. 4.ª posición. Canción interpretada: El adiós.

 Suiza
- 1971 Festival de Jazz de Montreux. Participación como artista invitado. Canciones interpretadas: Como todos, Te quiero, te quiero y Puerta de amor.

 Países Bajos
- 1972 Festival Copa de Europa de la Canción. 2.ª posición. Canción interpretada: Puerta de amor.

## Especiales
Chile
- 1971 Especial de verano en el Estadio Español de Las Condes. Participación como artista invitado. Canciones interpretadas: El adiós, Mi gran amor, Esa será mi casa, Elizabeth, Nuestro hogar será el mundo, Noelia, Perdona, Puerta de amor, Como todos, Te quiero, te quiero, El tren se va y Es el viento.